# Dmitrij Vlagyimirovics Jarosenko
Dmitrij Vlagyimirovics Jarosenko (oroszul: Дмитрий Владимирович Ярошенко; Makarov, 1976. november 4.) orosz sílövő. A magánéletben katonatiszt sportoló 1987-ben kezdett el foglalkozni a sílövészettel.
A nemzetközi sportéletben 1999-ben mutatkozott be, a világkupa sorozatának norvégiai állomásán, Oslóban. Az ezt követő öt év során az orosz síszövetség főleg az Európa-kupában valamint az Európa-bajnokságokon indította. Két Európa-bajnoki érmet szerzett, 2004-ben Minszkben ezüstérmes lett egyéniben, 2005-ben pedig a dobogó legfelső fokára állhatott az orosz váltó tagjaként. 2006-tól a világkupa fordulóin induló orosz csapat állandó tagja volt. A 2007/08-as világkupát a második helyen zárta.
2007-ben indult első alkalommal világbajnokságon, ahol a váltóval aranyérmes lett. Egy évvel később, Östersundban megvédte címét a váltóval, vegyes váltóban pedig a harmadik helyen végzett.
2009. február 13-án a Nemzetközi Sílövő Szövetség bejelentette, hogy Jarosenko valamint Jekatyerina Valerjevna Jurjeva és Albina Hamitovna Ahatova vizeletéből EPO-t mutattak ki. Mind a három orosz sílövőt két évre eltiltották a versenyzéstől.

## Eredményei

### Világbajnokság
| Év   | Világbajnokság     | Versenyszám | Versenyszám | Versenyszám   | Versenyszám | Versenyszám | Versenyszám  |
| Év   | Világbajnokság     | Egyéni      | Sprint      | Üldözőverseny | Tömegrajtos | Váltó       | Vegyes váltó |
| ---- | ------------------ | ----------- | ----------- | ------------- | ----------- | ----------- | ------------ |
| 2007 | Antholz-Anterselva | ----        | 27          | 8             | ----        | 1           | ----         |
| 2008 | Östersund          | 11          | 10          | 4             | 6           | 1           | 3            |

### Világkupa
| Helyezés | 82 | 60 | 5 | 2 |

| 2006/07    | Hochfilzen Váltó Oberhof Váltó Antholz-Anterselva Váltó (VB)                                          | Östersund Sprint Östersund Üldözőverseny Hochfilzen Üldözőverseny Hochfilzen/Breznóbánya Váltó Oberhof Üldözőverseny Ruhpolding Váltó | Oslo Holmenkollen Egyéni                                                                              |
| 2007/08    | Hochfilzen Sprint Pokljuka Váltó Östersund Váltó (VB)                                                 | Kontiolahti Sprint Hochfilzen Üldözőverseny Hochfilzen Váltó Pokljuka Sprint Oberhof Váltó Ruhpolding Váltó                           | Kontiolahti Üldözőverseny Östersund Vegyes váltó (VB)                                                 |
| Összesítés | Egyéni: 0 Sprint: 1 Üldözőverseny: 0 Tömegrajtos: 0 Váltó: 5 Vegyes váltó: 0 ------------ Összesen: 6 | Egyéni: 0 Sprint: 3 Üldözőverseny: 4 Tömegrajtos: 0 Váltó: 5 Vegyes váltó: 0 ------------ Összesen: 12                                | Egyéni: 1 Sprint: 0 Üldözőverseny: 1 Tömegrajtos: 0 Váltó: 0 Vegyes váltó: 1 ------------ Összesen: 3 |

Jelmagyarázat
- O - Olimpia és egyben világkupa forduló is.
- VB - Világbajnokság és egyben világkupa forduló is.